# خير أباد (فيروزآباد)
خير أباد (بالفارسية: خیرآباد) هي قرية تقع في قسم خواجه‌اي الريفي في إيران. يقدر عدد سكانها بـ 117 نسمة بحسب إحصاء 2016.